# The Sims 4: Outdoor Retreat
The Sims 4: Outdoor Retreat — перший ігровий пакет для комп'ютерної гри жанру стратегічного симулятору життя The Sims 4. Доповнення вийшло 13 січня 2015. Вводить нові місця призначення, безліч нових об'єктів, новий одяг та нові ігрові функції. Доступний лише при цифровому завантаженню. Доповнення дає сімам можливість відправитися у кемпінг-відпустку. Схожими доповненнями є The Sims: Vacation, The Sims 2: Bon Voyage  та The Sims 3: World Adventures.

## Нововведення
- Нові досягнення: Ловець диких тварин, Плин природи, Смакує наче горить, Більше не самотній
- Нові характеристики: Вередливий, Виживаючий, Чудовий повідач історій, Майстер печі та грилю, Неймовірно дружній
- Нові прагнення: Ентузіаст походів на природу
- Нові ігрові функції/взаємодії: поїздка у відпустку, дивитися на зірки/дивитися на хмари, зробити глибокий вдих, рик ведмедя, Печений Вінні (соціальна подія), смерть і привид у таборі для кемпінгу, секс у палатці
- Нові навички: Гербалізм
- Новий район: Граніт Фоллс
- Нові колекції: комахи

## Рецензії
| Агрегатор    | Оцінка |
| ------------ | ------ |
| GameRankings | 67.5%  |
| Metacritic   | 66%    |